# 新治村 (千葉県)
新治村（にいはりむら）とは、千葉県長生郡にかつて存在した村である。現在の千葉県茂原市の北西部に位置している。

## 沿革
- 1889年（明治22年）4月1日 - 町村制施行に伴い、長柄郡下太田村・上太田村・柴名村・桂村・吉井上村・吉井下村・上埴生郡大沢村が合併し長柄郡新治村が発足。
- 1897年（明治30年）4月1日 - 長柄郡と上埴生郡が合併して長生郡が発足。長生郡新治村となる。
- 1953年（昭和28年）4月1日 - 本納町と合併し、本納町が発足。新治村は消滅。